# Mučednictví Johna Browna
Mučednictví Johna Browna (v angl. originále Martyrdom of John Brown; jiný název: Po smrti Johna Browna – After the Death of John Brown, 1860) je esej amerického transcendentalistického filozofa H. D. Thoreaua. 
Esej posloužil jako proslov k uctění Brownovy památky po Brownově popravě na shromáždění v Concordu. Proslov obsahoval jen malé množství vlastního textu; šlo spíše o kompilát složený různých básní a z delší citace z Tacitova Života Iulia Agricoly. Tento projev vyšel v Redpathově sborníku, byl však zařazen do jednoho oddílu s ostatními pojednáními z concordského shromáždění a nadepsán „Postřehy pana Thoreaua" (Mr. Thoreau's Remarks). V mnohem pozdějších, posmrtných vydáních Thoreauových esejů získalo toto nepříliš významné dílko názvy After the Death of John Brown a Martyrdom of John Brown.